# Play (canción de Yuju)
Play (en hangul, 놀이; romanización revisada, Nori) es el sencillo debut de la cantautora surcoreana Yuju para su álbum  EP [Rec].. El sencillo fue lanzado el día 18 de enero de 2022 por  Konnect Entertainment. La canción fue escrita por Yuju junto con Chancellor además participaron en la música: Amelia Moore, Kyle Buckley, Charles Nelsen, MZMC, Yuju, Chancellor y los arreglos fueron hechos por Pinkslip, Inverness, y MZMC.

## Antecedentes y lanzamiento
El día 3 de enero de 2022 mediante sus redes sociales se reveló un póster promocional para su álbum de música debut en solitario [REC.] el cual sería lanzado el día 18 de enero. Al día siguiente, se publicó el calendario del EP.  Los pedidos anticipados comenzaron el 5 de enero. El mismo día, se confirmó que la canción principal del álbum se llama «Play» y fue escrita y compuesta por ella misma.  El 6 de enero, se publicó una película conceptual para el EP en el canal oficial de YouTube de Konnect Entertainment.  Al día siguiente, se publicó la lista de canciones del álbum, confirmando que tiene cinco canciones, todas escritas por la propia Yuju. Además el 9 de enero se reveló un trozo de la letra de la canción en una imagen promocional.

Cuando las flores florecían bellas y se ponían rojas, la rompías y lejos te marchabas.
Yuju  «Play(놀이)»

El primer adelanto de «Play» se lanzó el 12 de enero. La muestra del álbum del EP se lanzó dos días después, seguida de una versión en vivo de la muestra como regalo especial el 16 de enero.  Al día siguiente, Konnect Entertainment reveló el segundo y último adelanto de «Play». El EP fue lanzado el 18 de enero junto con el video musical de «Play».

## Composición
«Play» fue coescrito por Yuju junto con Amelia Moore, Chancellor y MZMC. Su estilo es un pop emocional de tempo medio que armoniza el sonido de un instrumento tradicional coreano, el Kayageum, y los sonidos occidentales de bombo, caja y cuerdas. La combinación de la pista optimista y las letras tristes opuestas es como un juego significativo. El enfoque de medio tiempo se fusiona con la entrega vocal profunda y cautivadora de Yuju con facilidad, lo que aumenta el dramatismo y el atractivo de la pista.
Según Yuju la idea original siempre fue utilizar el sonido del Kayageum, después de conversar con varios compositores y productores la idea fue tomando forma, en una segunda versión se agregaron componentes instrumentales suaves que armonizaron totalmente con la visón vocal que se pretendía.

## Promoción
Antes del lanzamiento del álbum, el 18 de enero de 2022, Yuju realizó una conferencia de prensa en línea para presentar la álbum, en el que está incluido «Play»  . Continuando con las promociones Yuju interpretó la canción en varios programas de música surcoreanos, incluyendo Show! Music Core, Music Bank, Inkigayo y M Countdown, Las promociones continuaron hasta el día 30 de enero con la última presentación en  Inkigayo.

## Historial de lanzamiento
| País          | Fecha               | Formato                         | Sello                 |
| ------------- | ------------------- | ------------------------------- | --------------------- |
| Corea del Sur | 18 de enero de 2022 | CD, descarga digital, streaming | KONNECT Entertainment |